# Monocostus uniflorus
Monocostus uniflorus là một loài thực vật có hoa trong họ Costaceae. Loài này được (Poepp. ex Petersen) Maas mô tả khoa học đầu tiên năm 1968.

## Hình ảnh

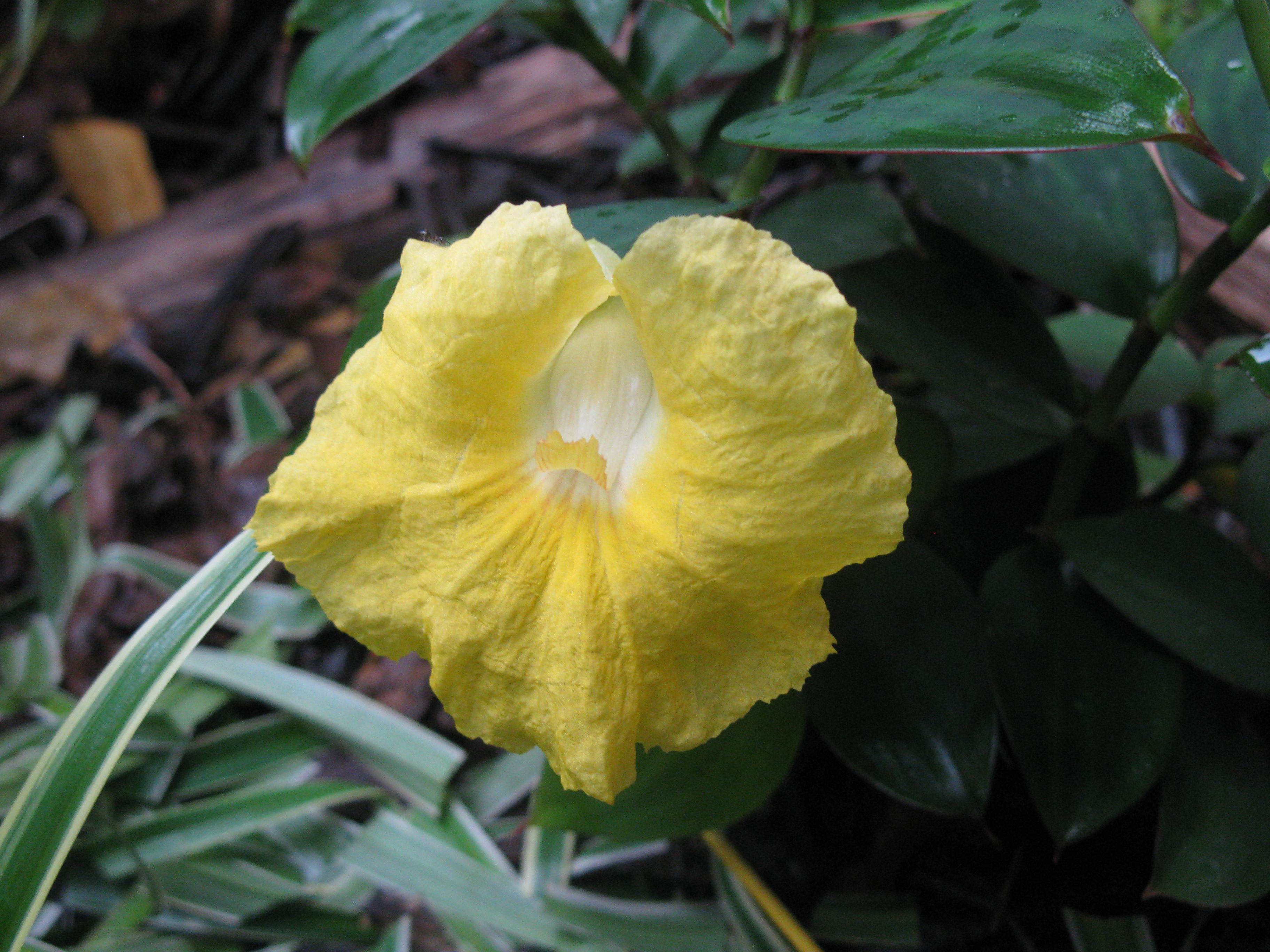
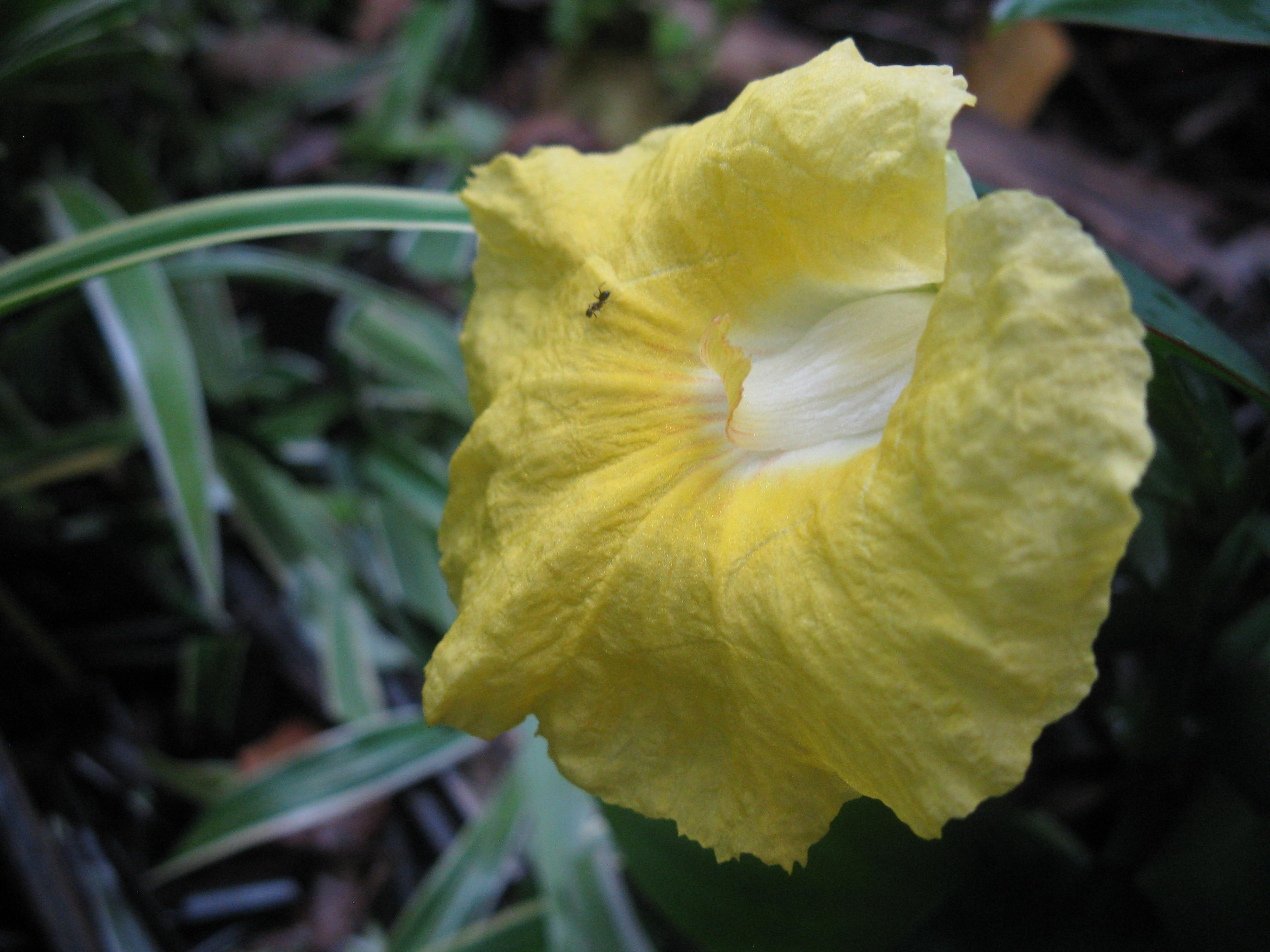
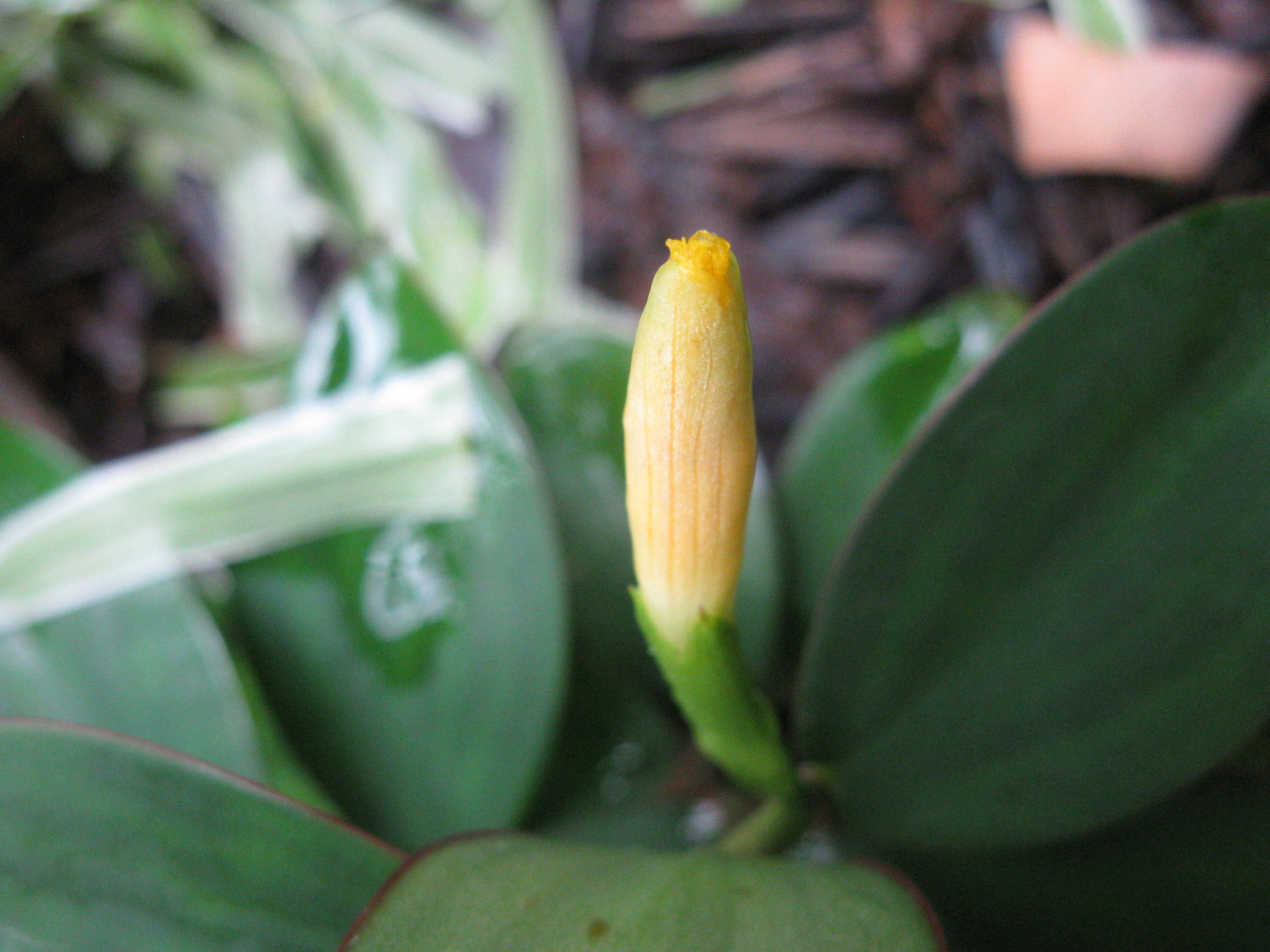
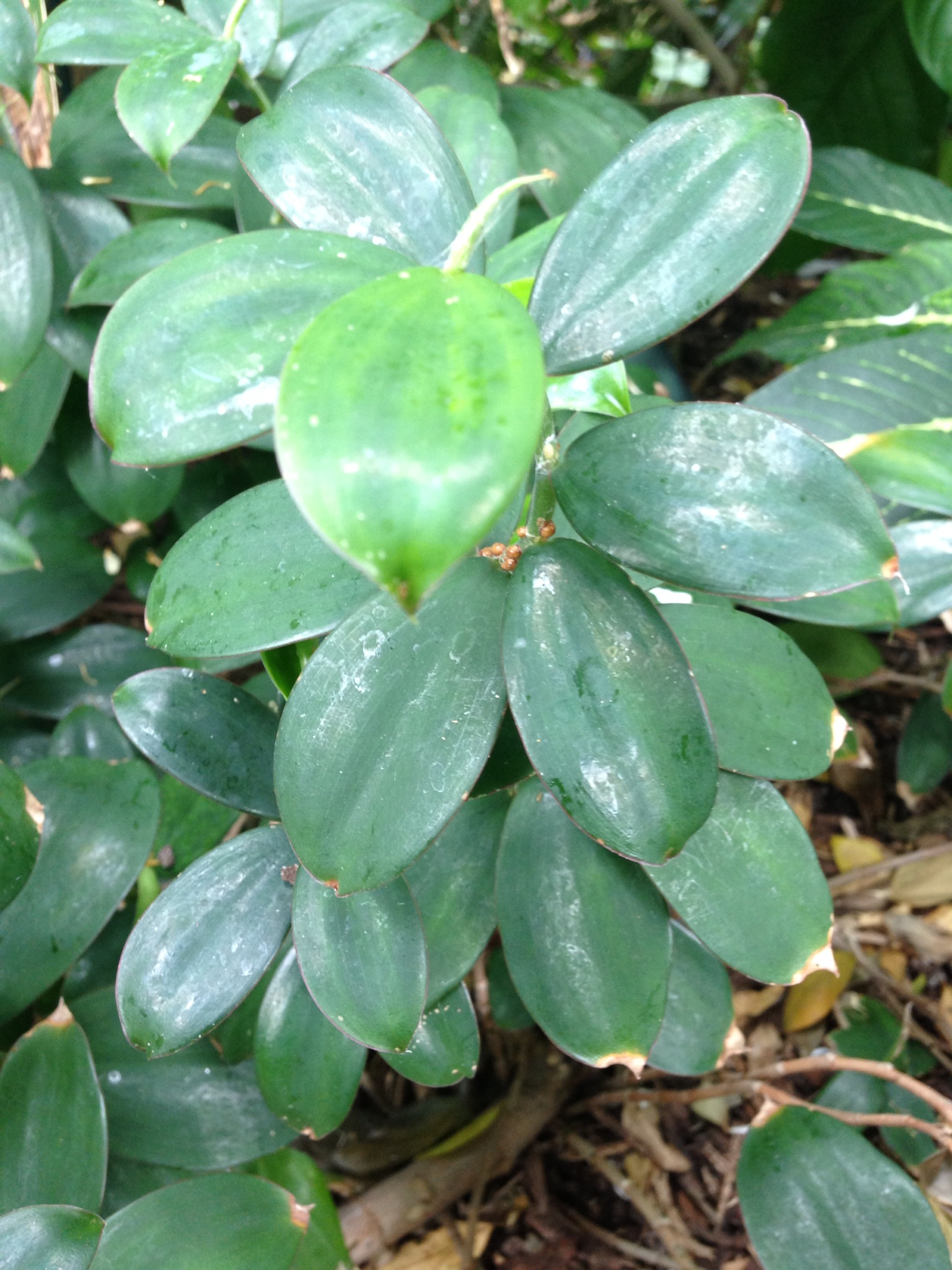